# Освалд Лінтс
Освалд Лінтс (18 квітня 1894 —) — бельгійський вершник.
Бронзовий призер Олімпійських Ігор 1920 року в командному триборстві.